# Заболотье (Лихославльский район)
Заболотье — деревня в Лихославльском районе Тверской области.

## География
Находится в центральной части Тверской области на расстоянии приблизительно 37 км на север-северо-восток по прямой от районного центра города Лихославль.

## История
Деревня была отмечена как Заболотья ещё на карте Менде, состояние местности на которой соответствует 1848 году. В 1859 году здесь было учтено 38 дворов. До 2021 деревня входила в Толмачёвское сельское поселение (Тверская область) Лихославльского района до его упразднения.

## Население
Численность населения: 251 человек (1859 год), 17 (карелы 94 %) в 2002 году, 14 в 2010.